# ニューヨーク、ジャクソン・ハイツへようこそ
『ニューヨーク、ジャクソンハイツへようこそ』（IN JACKSON HEIGHTS）は、2015年にアメリカで公開されたドキュメンタリー映画。ニューヨーク市、クイーンズ区のジャクソンハイツにおける、さまざまな人種、民族、宗教、セクシャリティに属する人々の日常生活や社会活動を記録した作品。

## 概説
ニューヨーク市クイーンズ区の北西にあるジャクソンハイツは様々なアイデンティティーを持つ人々が住む、多様性に富んだ町である。ジャクソンハイツでは中南米にルーツを持つアメリカ人(ラティーノ)やアジア系アメリカ人、ユダヤ系アメリカ人等の多くの人々がそれぞれの独自の文化を維持しながら生活を送っている。また、ジャクソンハイツは多様な性的価値観を持った人々を、対立を経ながらも積極的に受け入れようとしている町でもある。そんな町に再開発の波が押し寄せてきた。